# NGC 2255
NGC 2255 is een balkspiraalstelsel in het sterrenbeeld Duif. Het hemelobject werd op 2 februari 1835 ontdekt door de Britse astronoom John Herschel.

## Synoniemen
- ESO 365-31
- MCG -6-15-10
- IRAS 06321-3446
- PGC 19260